# فرط السكر بالدم
فرط السكر بالدم يسمى ايضاً بـ «ضغط السكر» هو مصطلح طبي يرجع إلى ارتفاع نسبة الجلوكوز بالدم نتيجة لضغط المرض.
```
وعادة ما يعالج تلقائياً ولكن يجب التمييز بين الاشكال المختلفة لمرض السكري. يكتشف 
مرض السكري
 عندما يكون قياس كيمياء الدم الطبيعي في الشخص المريض يوحي بزيادة نسبة الجلوكوز 
بالدم
، ويمكن قياس نسبة الجلوكوز بالدم بواسطة عصا الاصبع عن طريق أخذ عينة من الدم وقياس نسبة الجلوكوز أو بلازما الجلوكوز كما تتم في المعامل (والأخيرة أكثر فعالية) وقد عقدت مايو كلينيك دراسة جماعية حول أن قياس الجلوكوز كان كتقييم جاد لنسبة بلازما الجلوكوز بمعدل اختلاف 9.7مجم/ديسل ولكنها ما زالت لا تتوافق مع كل الافراد.
[
1
]
```

تقدر نسبة الجلوكوز النموذجية بحوالي 140-300مجم/ديسل (7.8-16.7ممول) ولكنها قد تتخطي احياناً لتصل الي 500مجم/ديسل (28ممول)، وخاصة إذا كانت مزودة بالأدوية أو الجلوكوز الوريدي.وتعود نسبة الجلوكوز في الدم إلى طبيعتها في خلال ساعات إذا لم تكن عملية تهيئة الادوية والجلوكوز الوريدي مستمرة. ويشيع فرط السكر بالدم بشكل خاص لدى المرضى أصحاب الجفاف مفرط التوتر، وأصحاب النسبة المرتفعة لهرمون الكيتكولامين (وذلك بعد معالجة قسم الطوارئ لحالات الربو الحاد باستخدام هرمون الابنفرين) يعتبر السكر السترويدي شكل ممتد من فرط السكر بالدم. وتواجه الناس التي تم اختبارها أثناء هذا المرض الوخيم (فرط السكر بالدم) خطراً مضاعفاً حيث من الممكن أن يتطور مرض السكر في السنوات المتتابعة، وربما يكون من الأفضل إخفاء داء السكري عن الناس الذين تعافو من هذا المرض الحرج.